# Букувець-Ґурни
Букувець-Ґурни (пол. Bukówiec Górny) — село в Польщі, у гміні Влошаковиці Лещинського повіту Великопольського воєводства.
Населення — 1636 осіб (2011).
У 1975-1998 роках село належало до Лешненського воєводства.

## Демографія
Демографічна структура станом на 31 березня 2011 року:
|          | Загалом | Допрацездатний вік | Працездатний вік | Постпрацездатний вік |
| -------- | ------- | ------------------ | ---------------- | -------------------- |
| Чоловіки | 820     | 204                | 538              | 78                   |
| Жінки    | 816     | 179                | 486              | 151                  |
| Разом    | 1636    | 383                | 1024             | 229                  |